# Stor lobmossa
Stor lobmossa (Tritomaria quinquedentata) är en bladmossart som först beskrevs av William Hudson, och fick sitt nu gällande namn av Hans Robert Viktor Buch. Enligt Catalogue of Life ingår Stor lobmossa i släktet lobmossor och familjen Scapaniaceae, men enligt Dyntaxa är tillhörigheten istället släktet lobmossor och familjen Lophoziaceae. Arten är reproducerande i Sverige. Inga underarter finns listade i Catalogue of Life.